# Justicia leucoesthes
Justicia leucoesthes är en akantusväxtart som beskrevs av Raymond Benoist. Justicia leucoesthes ingår i släktet Justicia och familjen akantusväxter. Inga underarter finns listade i Catalogue of Life.